# Oncidium lindleyoides
Oncidium lindleyoides là một loài thực vật có hoa trong họ Lan. Loài này được M.W. Chase & N.H. Williams mô tả khoa học đầu tiên năm 2008.

## Hình ảnh

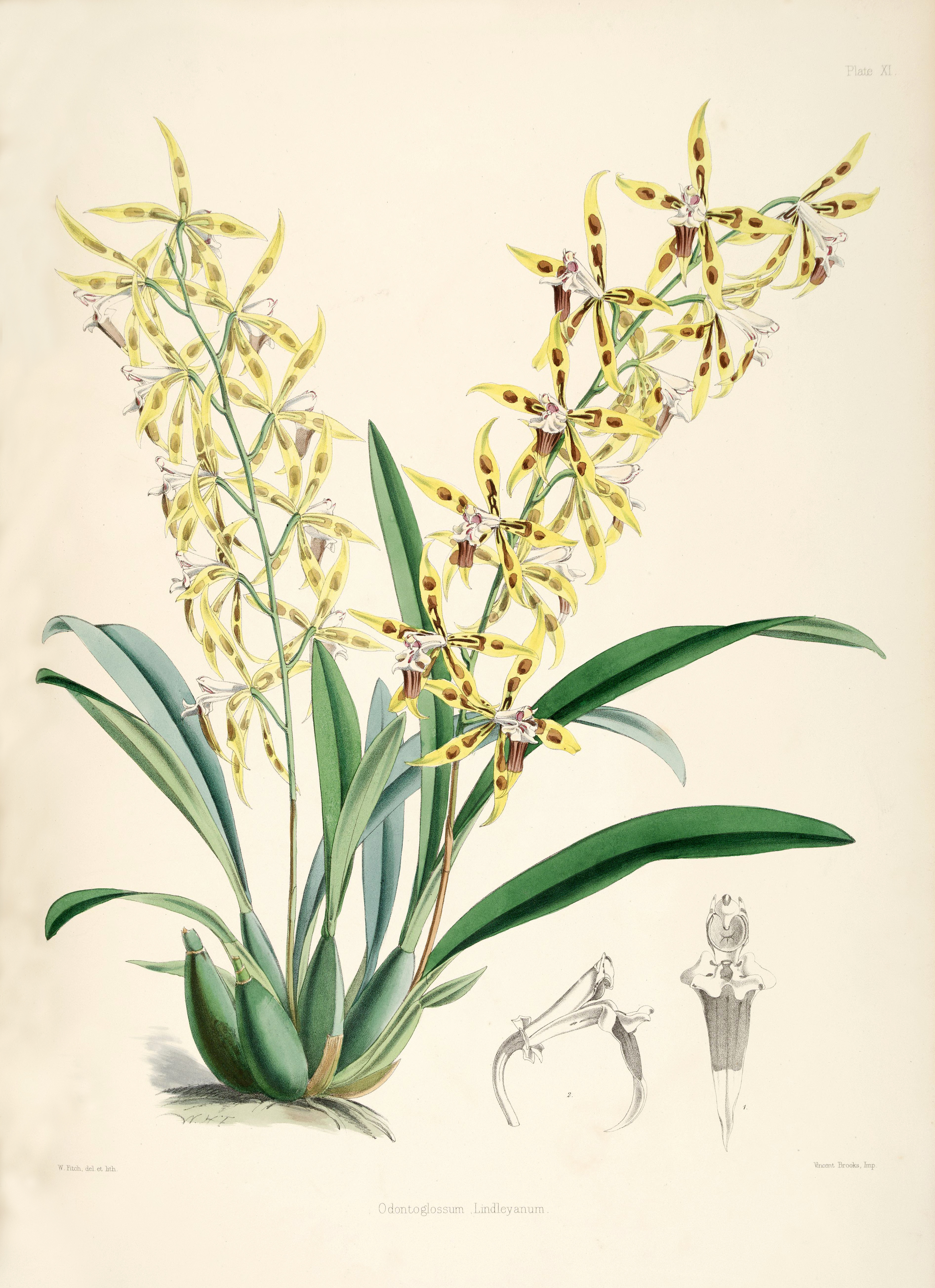